# قرار مجلس الأمن التابع للأمم المتحدة رقم 1293
قرار مجلس الأمن التابع للأمم المتحدة رقم 1293، المتخذ بالإجماع في 31 آذار / مارس 2000، بعد الإشارة إلى جميع القرارات السابقة بشأن العراق، بما في ذلك القرارات 986 (1995)، 1111 (1997)، 1129 (1997)، 1143 (1997)، 1153 (1998)، 1175 (1998)، 1210 (1998)، 1242 (1999)، 1266 (1999)، 1275 (1999)، 1280 (1999)، 1281 (1999) و1284 (1999) فيما يتعلق ببرنامج النفط مقابل الغذاء، زاد المجلس المبلغ الذي يمكن أن يستخدمه العراق لشراء قطع غيار ومعدات نفطية إلى 600 مليون دولار.
وكان الأمين العام كوفي عنان قد دعا مجلس الأمن إلى رفع الحد الأقصى من 300 مليون دولار أمريكي إلى 600 مليون دولار أمريكي منذ أواخر عام 1999. كما أعرب القرار، الذي صدر بموجب الفصل السابع من ميثاق الأمم المتحدة، عن الرغبة في النظر في تجديد الحكم والتوصيات الأخرى للأمين العام.

## روابط خارجية
- نص القرار في undocs.org